# Greatest Hits (Rick Astley-album)
A Greatest Hits Rick Astley angol énekes válogatásalbuma, mely 2002-ben jelent meg az Egyesült Királyságban. Az album szinte egyidőben jelent meg a 
Keep It Turned On stúdióalbummal. Az albumból több mint 100.000 példányt adtak el az Egyesült Királyságban. Ezen az albumon debütált a Sleeping című dal is.

## Számlista

### Európai változat
1. "Never Gonna Give You Up" – 3:33
2. "Whenever You Need Somebody" (Single Version) – 3:27
3. "When I Fall in Love" – 3:03 (írta Edward Heyman és Victor Young)
4. "My Arms Keep Missing You" – 3:13
5. "Together Forever" – 3:22
6. "It Would Take a Strong Strong Man" – 3:40
7. "She Wants to Dance with Me" – 3:16
8. "Take Me to Your Heart" – 3:29
9. "Hold Me in Your Arms" – 4:32 (írta Rick Astley)
10. "Cry for Help" (Single Version) – 4:06 (írta Rob Fisher és Rick Astley)
11. "Move Right Out" – 3:54 (írta Rob Fisher és Rick Astley)
12. "Never Knew Love" – 3:07 (írta John Paul és Derek Bordeaux)
13. "The Ones You Love" (Single Version) – 4:20 (írtaDave West és Rick Astley)
14. "Hopelessly" – 3:36 (írta Rob Fisher és Rick Astley)
15. "Body and Soul" – 4:10
16. "Sleeping" – 3:41 (írta Rick Astley és Chris Braide)

### Amerikai Változat
1. "Never Gonna Give You Up" – 3:33
2. "It Would Take a Strong Strong Man" – 3:40
3. "She Wants to Dance with Me (Watermix)" – 3:16
4. "Whenever You Need Somebody" (7") – 3:27
5. "Move Right Out" (7") – 3:54 (írta Rob Fisher és Rick Astley)
6. "Giving Up on Love" (7" R&B Version) – 4:07 (írta Rick Astley)
7. "Together Forever" (Lover's Leap 7" Remix) – 3:22
8. "Take Me to Your Heart" (7") – 3:29
9. "My Arms Keep Missing You" (The No L Mix) – 6:47
10. "Ain't Too Proud to Beg" – 4:17 (írta Eddie Holland és Norman Whitfield)
11. "Hopelessly" – 3:36 (írta Rob Fisher és Rick Astley)
12. "When You Gonna" (12") – 7:34 (írta Ian Curnow, Phil Harding és Rick Astley) (Credited to Rick and Lisa)
13. "Never Knew Love" (Remix) – 3:07 (írta John Paul és Derek Bordeaux)
14. "Hold Me in Your Arms" (7") – 4:32 (írta Rick Astley)
15. "When I Fall in Love" – 3:03 (írta Edward Heyman és Victor Young)
16. "Cry for Help" (Single) – 4:05 (írta Rob Fisher és Rick Astley)
17. "The Ones You Love" (Single) – 4:20 (írta Dave West és Rick Astley)

## Slágerlista
| Slágerlista      | Legmagasabb pozíció |
| ---------------- | ------------------- |
| Dán albumlista   | 5                   |
| Angol albumlista | 16                  |